# História do Suriname
Até o século XV, a região do atual Suriname era habitada por índios aruaques, tupis e caraíbas.

## Conquista europeia
O Suriname foi primariamente conquistado por espanhóis no século XVI. Em meados do século XVII, os ingleses estabeleceram-se lá.
Embora mercadores neerlandeses tivessem estabelecido várias colônias na região da Guiana antes, os neerlandeses não tomaram posse do que é hoje o Suriname até ao Tratado de Breda, em 1667, que marcou o fim da Segunda Guerra Anglo-Holandesa.

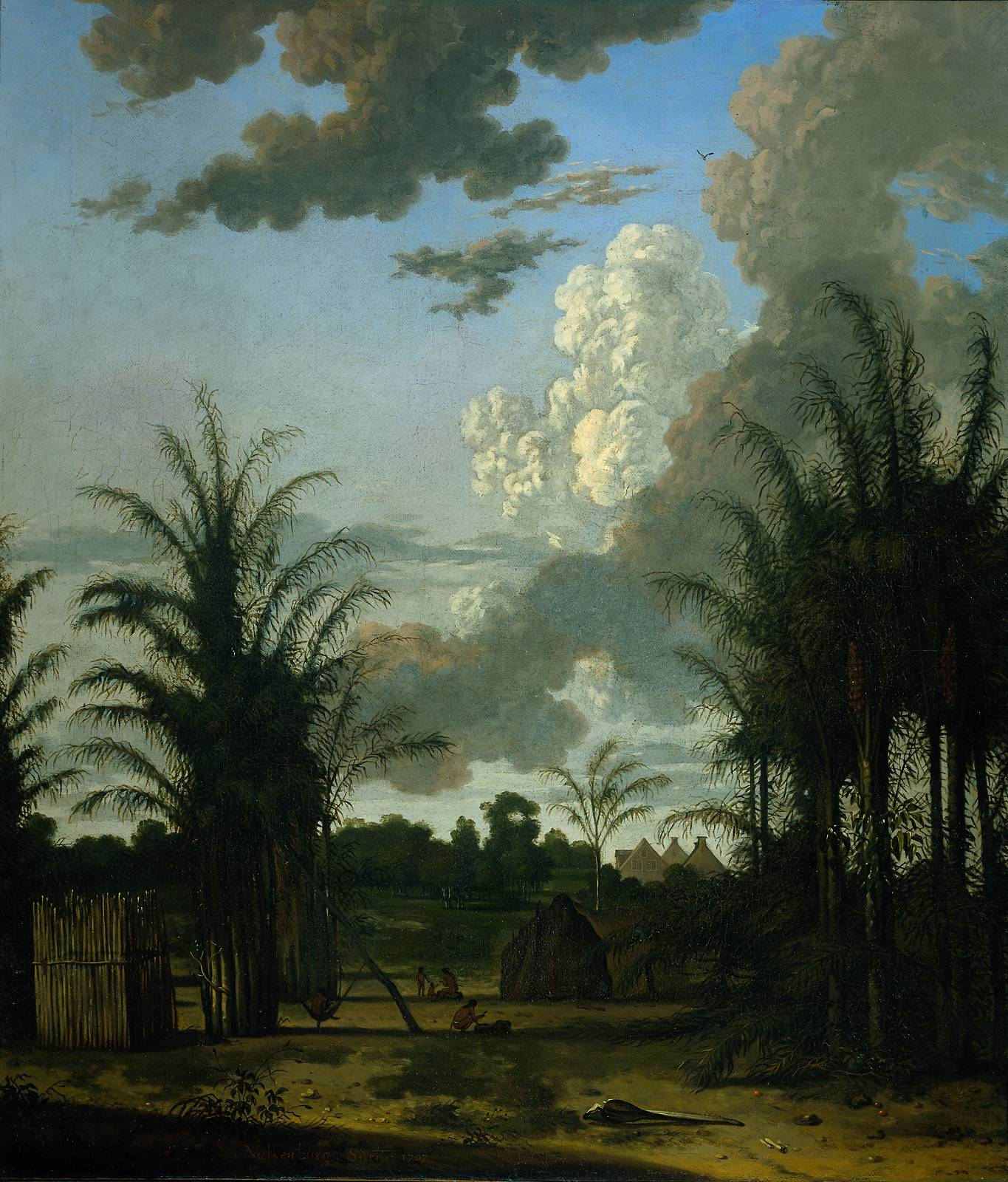
Pintura de 1707 de Dirk Valkenburg retratando uma plantação no Suriname.

Em 1863, foi abolida a escravatura e, devido a isso, começaram a ser trazidos trabalhadores da Índia e de Java.

## Autonomia e Independência
Depois de se tornar numa parte autónoma do Reino dos Países Baixos, em 1954, o Suriname conseguiu a independência em 1975. Um regime militar dirigido por Desi Bouterse governou o país nos anos 1980 até que a democracia foi restabelecida em 1988.O Suriname

## Golpe de Estado
Diferente de outros países da América Latina que tiveram governos militares nas décadas de 1960 e 1970, o Suriname sofreu um golpe de estado em 25 de fevereiro de 1980 dado pelo general Dési Bouterse, declarando o país como uma República Socialista. No dia seguinte, o Primeiro-Ministro foi afastado por decisão do Conselho Militar Nacional (CMN), que fez um apelo aos líderes da oposição para governar o país, momento no qual vários líderes esquerdistas tomaram as rédeas do governo.
Nos primeiros anos, o governo estabeleceu relações com Cuba, enfrentando oposição interna e externa vinda principalmente dos Estados Unidos e dos Países Baixos. Em 8 de dezembro de 1982, jornalistas, intelectuais e líderes sindicais contrários ao governo de Bouterse foram presos, torturados e assassinados, provocando a suspensão de todos os acordos de cooperação assinados entre os Países Baixos e sua ex-colônia (desde agosto de 2008, Bouterse aguarda julgamento no Suriname por estes crimes).
Em um esforço para reduzir o isolamento do Suriname, o governo aderiu à Comunidade do Caribe (CARICOM), como observador, restabelecendo relações com países como Granada, Nicarágua, Brasil e Venezuela.
Em 29 de novembro de 1986, mais uma vez a violência do governo de Bouterse foi direcionada contra os opositores em um ataque efetuado por uma unidade militar à aldeia de Moiwana. A casa do chefe da oposição armada, Ronnie Brunswijk, foi incendiada e 35 pessoas foram sumariamente executadas, principalmente mulheres e crianças. A repressão foi tanta que, quando as investigações do caso foram reabertas em 1990, o inspetor-chefe encarregado do novo inquérito policial, Herman Gooding, foi assassinado, sendo seu corpo jogado na frente dos escritórios de Bouterse.

## Redemocratização
Em abril de 1987, a Assembleia Nacional do Suriname aprovou uma constituição que proporcionou um enquadramento para o retorno às instituições democráticas. O projeto teve o apoio dos três principais partidos políticos do país e do exército.
Nas eleições de 1988, a Frente para a Democracia e Desenvolvimento foi vitoriosa. Em julho de 1989, o presidente Ramsewak Shankar negociou uma anistia para os guerrilheiros, dando a possibilidade de estes manterem-se armados no interior da selva. Bouterse, do PDN (Partido Democrático Nacional), opôs-se à medida, alegando que seria legalizar uma força militar autônoma.

## Década de 1990
A Nova Frente (NF) venceu as eleições para a Assembleia Nacional em Maio de 1991, e uma das suas principais propostas foi a de restabelecer as relações com o governo neerlandês.
Em 16 de setembro, Ronald Venetiaan, líder da NF, foi eleito presidente em outubro e iniciou uma política de redução de gastos da defesa e das Forças Armadas. Deu-se início a um processo de paz com a guerrilha e movimentos de desarmamento, sob a supervisão da Guiana e do Brasil, representando as Nações Unidas.
Em 1993, o país sofreu com a queda no preço da bauxita e sua economia diminuiu a uma taxa média anual de 2,6%. O novo governo civil teve um rigoroso programa de ajustamento estrutural, o que resultou em um significativo descontentamento da população.
Pobreza e desemprego no país formaram o pano de fundo da ocupação da barragem de Afobakka, a 100 quilômetros ao sul de Paramaribo, em março de 1994. Os rebeldes, que exigiam a deposição do governo, foram expulsos por tropas governamentais após quatro dias de ocupação.
Em Abril de 1997, os Países Baixos lançaram um mandado de captura internacional contra o ex-ditador Bouterse, que era suspeito de manter ligações com o tráfico de drogas no Suriname.
Em resposta, o presidente Jules Wijdenbosch nomeou, como assessor, o ex-ditador, com o que este ganhou imunidade diplomática.
Mais tarde naquele ano, uma tentativa de golpe levou à prisão de 17 oficiais de baixa graduação. A tentativa de golpe foi relacionada às condições de trabalho dos soldados, prejudicadas pelos baixos salários e equipamentos obsoletos.
Agitação social e uma crise econômica sem precedentes intensificaram-se no início de 1999. A maior greve geral na história do Suriname, que praticamente paralisou o país, e grandes manifestações de protesto ocorreram em Paramaribo. Somente em Junho, o parlamento nomeou o gabinete Wijdenbosch, acusando o colapso econômico do país.

## Século XXI
Em Maio de 2000, a FN venceu as eleições parlamentares e, em agosto, Venetiaan foi eleito presidente com 37 dos 51 votos da Assembleia Nacional.
As tensões entre Suriname e Guiana, devido à disputa que durante décadas foi exacerbada por águas territoriais, aumentaram em Junho de 2000, quando um navio surinamês foi forçado a se retirar pela empresa canadense CGX Energia, que tinha obtido permissão de exploração petrolífera da Guiana.
Em julho, depois de os líderes de ambos os países não chegarem a um acordo após vários dias de negociações na Jamaica, a empresa canadense suspendeu o projeto.
Em meados de 2001, durante a cerimónia de transferência de comando, o antigo comandante do exército nacional Sedney Glenn ofereceu suas desculpas à comunidade surinamesa por "feridas e divisões" que os militares haviam causado no passado.
Em maio de 2002, o presidente Ronald Venetiaan expressa a necessidade de monitorar continuamente o respeito pela liberdade de expressão reconhece de que, nas décadas de 1980 e 1990, houve incidentes de intimidação contra jornalistas e editores e estações de rádio. Venetiaan assinou a Declaração de Chapultepec, pela liberdade de expressão. A Associação dos Jornalistas saudou a iniciativa, salientando a necessidade de alterar algumas leis em conformidade com as orientações contidas na declaração.
Em uma manobra que visa a fortalecer a economia, em Janeiro de 2004, o governo estabeleceu o Dólar do Suriname como a nova moeda, substituindo o florim neerlandês.
Nenhum dos candidatos alcançou dois terços dos votos parlamentares necessários para a presidência no primeiro turno das eleições, em Julho de 2005. Na segunda ronda, a mesma coisa aconteceu. Finalmente, a Assembleia do Povo Unido, um organismo regional composto por 891 deputados e representantes de bairros, reelegeu Venetiaan presidente com 560 dos 879 votos.
Em Maio de 2006, fortes chuvas atingiram o país, causando graves inundações. Mais de 30 000 quilômetros quadrados de terra foram submersos por água e 175 aldeias foram virtualmente "varridas do mapa", cobertas por camadas de até dois metros de lama. Cerca de 25 000 pessoas perderam tudo que tinham. O governo, que descreveu a situação como "catástrofe", pediu assistência internacional de agências.
El anuario El Mundo Indígena 2006, elaborado pelo Grupo Internacional de Trabalho sobre Assuntos Indígenas (IWGIA), denunciou que um projeto de Lei de Mineração, que estava sendo estudado pela Assembleia Nacional, era racialmente discriminatório. O projeto, se aprovado, forçaria várias comunidades indígenas no norte do país a deixar suas terras para o assentamento de novas minas. Além disso, segundo o IWGIA, os habitantes das áreas circunvizinhas tornar-se-iam demasiado vulneráveis aos impactos do mercúrio usado na mineração, que poderia resultar em malformações congênitas, bem como intoxicações em adultos.
A disputa com a Guiana pelos direitos de uma bacia submarina teve início em 2004, e até agosto de 2007 ainda estava pendente. Ambos os governos aguardam uma resolução da ONU a respeito do embate. De acordo com especialistas, a bacia pode deter cerca de 15 000 milhões de barris de petróleo e gás natural exploráveis.
Na madrugada de 19 de Julho de 2010, o ex-ditador Dési Bouterse foi restabelecido no governo surinamês em votação realizada no Parlamento do país, conseguindo 36 dos 50 votos possíveis.